# Saint-Gobain
Saint-Gobain – miejscowość i gmina we Francji, w regionie Hauts-de-France, w departamencie Aisne.
Według danych na styczeń 2014 roku gminę zamieszkiwały 2373 osoby, a gęstość zaludnienia wynosiła 79,7 osób/km².